# Eresia phaedima
Eresia phaedima is een vlinder uit de familie Nymphalidae. De wetenschappelijke naam van de soort is voor het eerst geldig gepubliceerd in 1868 door Osbert Salvin & Frederick DuCane Godman.